# Чорний ліс (Івано-Франківська область)

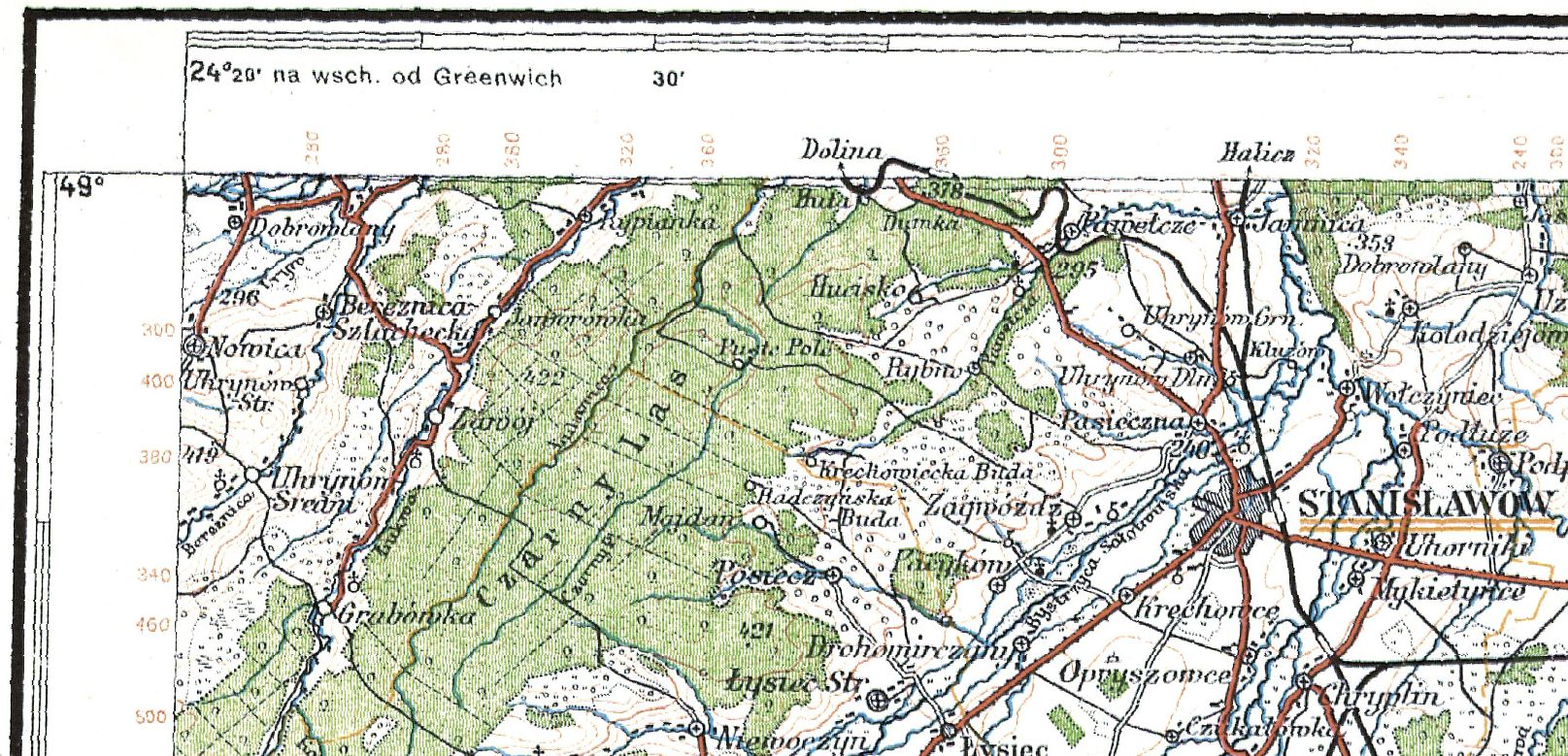
Мапа Чорного Лісу, 1930

Чорний ліс — великий лісовий масив в обмеженому шосейними дорогами чотирикутнику Калуш — Івано-Франківськ — Богородчани — Красне, у межах Івано-Франківського району і Калуського районів Івано-Франківської області.

## Назва
Свою назву отримав від розміщеного посередині лісу потоку Чорний — правої притоки Луквиці. Сам же потік Чорний отримав назву через феноменальний чорний колір дна, від якого і вода виглядає чорною. До Першої світової війни Чорним Лісом називали тільки ділянку по обох берегах потоку Чорний, тобто ліс на правому березі Луквиці — між річкою і селами Гринівка й Посіч. На противагу Чорному Лісу на лівому березі Луквиці аж до сіл Грабівка, Завій, Яворівка, Ріп'янка і Мислів простягався «Трушків ліс», а вище (проти течії річок Луква і Луквиця та вище від витоків потоку Чорний) були два ліси: між Луквою та селами Росільна і Гринівка — ліс «Луква», а між річкою Луквою та селами Грабівка і Красне — «Чепелів ліс» (що фіксували тогочасні австрійські військові карти сектору 42-49).
Проте вже після Першої світової війни терміном «Чорний Ліс» позначали разом ці чотири лісові ділянки: саме така назва позначена на польських військових картах, одночасно позначалися й окремі невеликі його частини вже за назвами прилеглих сіл. Надалі назва «Чорний Ліс» стала й образною і символізувала розміри та віковічність лісу.

## Опис
Переважають смерекові ліси, які в долинах річок і струмків переходять у листяні або змішані, однак з боку Калуша трапляються чисті букові деревостани.

## Історія
З побудовою залізниці ерцгерцога Альбрехта в 1875 році розпочалась інтенсивна розробка цих лісових ресурсів. Деревина і пиломатеріали йшли на експорт, а місцеве населення отримало роботу. Після 1900 року збудована біля південних околиць Чорного Лісу вузькоколійка для вивезення деревини. Розробка велась по-господарському — з відновленням лісонасаджень. Тому на початку Другої світової війни тут стояв густий ліс, зручний для переховування і маневрів партизанських загонів.
Лісові масиви Чорного Лісу належали до т. зв. «великої власності», селяни майже не мали своїх лісових ділянок у Чорному Лісі, за винятком подекуди т. зв. «лазів». Частина лісів Чорного Лісу належала українцям, зокрема були великими українськими власностями «Богородчанські Добра» (належали українському єпископству у Станиславові) та «маєтність Посіч» (фундації «Український Сирітський Захист»). Кожна з маєтностей займала кілька тисяч гектарів лісу. Більшість же Чорного Лісу належала не українцям, зокрема акційна спілка «Солотвина» мала закордонних власників, а вся західна частина Чорного Лісу була власністю держави, т. зв. «скарбові ліси». І в державних лісах, і в лісах спілки «Солотвина» адміністрація і персонал були польськими за винятком кількох побережників-українців; а в обох українських маєтностях працювали українці. Тут немовби тяглася містична нитка традиції з вікової давнини, коли ті ліси належали ще галицьким князям і боярам.
Після радянської окупації негайно було вивезено на Крайню Північ СРСР родини лісників та розпочате варварське вирубування лісу. За 1,5 року було вирубано лісу більше, ніж за 10 попередніх. До праці в лісі зганяли тисячі людей не тільки з навколишніх сіл, але і з Поділля, які в голоді й нужді рубали і вивозили деревину. Десятки тисяч кубометрів дерева при тому безглуздо змарновано — його зрубано в місцях, звідки неможливо вивезти, і воно там і зігнило. Прибулі німецькі окупанти глузливо називали цю деревину «руссенгольц» (російське золото).
При цьому Чорний Ліс став ще таємним цвинтарем помордованих окупантами жертв. Більшовики ночами закопали в Чорному Лісі незліченну кількість трупів людей, замучених у катівнях НКВС у Станиславові. Те ж саме робили і їх наступники — німці, бо гестапо вивозило зі Станиславова помордованих людей у Чорний Ліс і ховало їх у таких прихованих місцях, що навіть лісники не знали. Тоді ж цей лісовий масив став центром партизанського спротиву.
22-й (Станиславівський) Тактичний відтинок УПА за своєю основною базою отримав назву «Чорний Ліс». Батьком Чорного Лісу став легендарний командир «Різун» — Василь Андрусяк. Тут діяли відділи під командуванням «Гамалії», «Ромка», «Благого», «Прута», «Хмари» та інші. До середини 1950-х років тривала збройна боротьба, тут тисячами згноїли землю своїм трупом московські окупанти. І платою за неї стали цілі пантеони народних героїв у різних частинах Чорного лісу. Збройна боротьба увінчалась поразкою, але пропагандистська робота УПА пустила коріння, через десятиліття з якого виросла незалежність України. Пропагандистську діяльність повстанців очолював Михайло Дяченко (Марко Боєслав), серед видань партизанської друкарні був і журнал «Чорний ліс». Саме за це Чорний Ліс отримав славу повстанського й обріс народними легендами.
```
Звідки взято назву «Чорний ліс»? Так називається великий лісовий масив, який на півночі починається від залізничного шляху Станиславів-Калуш і тягнеться яких 30 км на південь, точніше злегка на південний захід, уздовж річок Лукви й Луквиці. На півдні він доходить до гірських лісів Карпат. На півночі від нього вже менші ліси, вздовж Дністра, до яких кілька годин маршу. Таке положення й величина Чорного лісу робили його природним центром повстанських дій. Він був добрим захистом і доброю базою випаду на Станиславів, Калуш, Богородчани та довколишні райони. З долів було людям легко дістатися сюди й довозити постачання. У час наступу на Чорний ліс великих сил противника — німецьких військ чи пізніше військ МВД, — з Чорного лісу було легко пробиватися на південь у карпатські бори. Тож уже 1943 р. Чорний ліс став центром одних з перших відділів Української Народної Самооборони (УНС) і став широкознаним з боїв з німцями й більшовицькими партизанами. Згодом він уславився боями УПА з цілими дивізіями МВД. Тож не диво, що коли поділено військові округи УПА на тактичні відтинки, назва «Чорний ліс» стала кодовою назвою Станиславівського ТВ УПА, згодом теж назвою місцевого журналу УПА.
[
1
]
```

Поет Марко Боєслав написав у вступній статті до першого числа журналу «Чорний ліс», як вслухавшись у шум дерев Чорного Лісу, він чув розповідь легенди про геройські дії УПА в цьому лісі. Першими збірниками цих «легенд» були примірники журналу Чорний ліс.
Після знищення партизанського руху окупанти розмістили в лісі військові частини, до яких через весь ліс була споруджена бетонна дорога (від залізничної станції Ценжів до села Грабівка). В 1971 році в нетрях Чорного Лісу був споруджений захищений командний пункт країн Варшавського договору.

## Сучасність
За роки незалежності руками ентузіастів поставлено пам'ятники на деяких повстанських могилах. У 1997 році частина Чорного Лісу площею 15081,74 га у межах Тисменицького, Калуського та Богородчанського отримала статус однойменного загальнозоологічного заказника місцевого значення. Статус надано з метою збереження частини лісового масиву в передгір'ї Карпат.
У заказнику зростають дуб, сосна, ялина, береза тощо. З тварин водяться олень, кабан, сарна, заєць, лисиця, трапляються вовк і рись.

### Суперечки
Заказник перебуває у віданні приватного підприємства «Спеціалізоване лісо-мисливське науково-дослідне природно-заповідне господарство „Чорний ліс“», засновником якого за даними ЄДРПОУ є житель с. Крихівці. ПП СЛМНДПЗГ «Чорний ліс» двічі (у 2019 і 2020 роках) відмовлено в наданні дозволу для отримання технічної документації через відсутність рішення обласної ради надати цьому ПП права постійного користування землями лісового фонду.